# Danilo Massi
Danilo Massi (* 25. Januar 1956 in Rom) ist ein italienischer Darsteller und Filmregisseur.

## Leben
Massi, der Sohn des Kameramannes und späteren Regisseurs Stelvio Massi, spielte als Kind in drei musikalischen Komödien Ettore M. Fizzarottis, die sein Vater fotografierte, kleine Rollen. Mitte der 1970er Jahre begann er dann bei seinem mittlerweile auf den Regiestuhl gewechselten Vater als Regieassistent und debütierte 1979 mit Ciao cialtroni!, den er auch geschrieben hatte, als Regisseur. Der Film wurde u. a. beim Festival Incontri Internazionali in Sorrent  erfolgreich gezeigt, bekam jedoch kaum Einsatzzeiten in den Kinos. Erst Ende der 1980er Jahre kehrte Massi zum Film zurück, wieder als Assistent und Drehbuchautor, aber auch mit eigenen Actionfilmen, bei denen er auch unter Pseudonymen agierte.

## Filmografie (Auswahl)
- 1979: Ciao cialtroni!
- 1994: War Dogs 2 – Zum Töten bereit (Il sesto giorno – La vendetta)